# Najla Jabor
Najla Jabor Maia de Carvalho (Rio de Janeiro, 25 de setembro de 1915 — 9 de março de 2001) foi uma compositora brasileira de música erudita.
Formada pela Escola Nacional de Música da Universidade do Brasil (atual UFRJ), teve, entre seus professores,  Henrique Oswald (piano) e Francisco Braga (composição, contraponto e orquestração). Compôs principalmente para piano, orquestra e coro. Em 1952 obteve o primeir prêmio no Courrier International (EUA) com a peça Jongo, para piano. Foi a primeira brasileira a compor um concerto para piano e orquestra, o Concerto para Piano e Orquestra em Lá Maior (1953),  além de outras obras sinfônicas. A obra foi executada pela primeira vez em público em 1955 pelo pianista Fritz Jank, acompanhado da Orquestra Sinfônica Brasileira, sob regência de Eleazar de Carvalho. Revisada na década de 1970, recebeu nova interpretação em 18 de dezembro de 1972, no Teatro Santa Isabel de Recife. Os intérpretes foram a pianista Graciete Câmara Quadros e a Orquestra Sinfônica de Pernambuco, regida pelo maestro Mário Câncio. O concerto é composto por três movimentos: allegro maestoso, adagio molto legato e allegro scherzoso.
Embora a obra de Najla Jabor seja pouco conhecida, mesmo entre os músicos profissionais, existem algumas gravações de composições suas. Entre suas peças pianísticas mais conhecidas estão Somente Saudade, Jongo, Batuque, História de Amor em 4 Tempos',' entre outras.